# 島津望
島津 望（しまづ のぞむ、1954年 - ）は、日本の経営学者。学位は博士（経営学）。現在、北海商科大学教授。北海道生まれ。指導教授は田村正紀。

## 略歴
- 北星学園大学経済学部 卒業
- 1981-1998年 淀川キリスト教病院事務局
- 1998年 神戸大学大学院経営学研究科博士後期課程 修了、博士（経営学）論文の題は「ヘルスケア・サービスの構造特性」[1]
- 1998年 国際医療福祉大学医療福祉学部 専任講師
- 2001年 流通科学大学サービス産業学部 助教授
- 2005年 上智大学総合人間科学部 助教授
- 2007年 上智大学総合人間科学部 教授
- 2012年4月 北海商科大学商学部観光産業学科 教授
- 2024年 北海商科大学大学院商学研究科 教授[2]

## 研究分野
- 流通システム・マーケティングや経営組織論を専門とし、特に、観光地域のマーケティングや地場産業のネットワークを研究。この他、医療分野や福祉分野におけるサービス・マーケティングなども研究対象とする。

## 業績
- 長谷川敏彦編『病院経営戦略』（分担執筆、医学書院、2002年）
- 『医療の質と患者満足 : サービス・マーケティング・アプローチ』（千倉書房、2005年）
- 小笠原浩一と共著『地域医療・介護のネットワーク構想』（千倉書房、2007年）
- 田中滋, 栃本一三郎編『介護イノベーション : 介護ビジネスをつくる、つなげる、創造する』（分担執筆、第一法規、2011年）
- 田村正紀編『観光地のアメニティ : 何が観光客を引きつけるか』（分担執筆、白桃書房、2012年）